# František Klečanský
František Klečanský (* 28. listopadu 1948) je bývalý československý fotbalista.

## Fotbalová kariéra
V československé lize hrál za TŽ Třinec. Nastoupil v 15 ligových utkáních a dal 2 góly.

## Ligová bilance
| Ročník                                   | Zápasy | Góly | Klub      |
| ---------------------------------------- | ------ | ---- | --------- |
| 1. československá fotbalová liga 1975/76 | 15     | 2    | TŽ Třinec |
| CELKEM                                   | 15     | 2    |           |